# Sebastiana Kespi
Sebastiana Kespi Mamani (Uru Chipaya, 26 de marzo de 1942 - 23 de octubre de 2019) fue una actriz boliviana, perteneciente a la nación indígena Uru Chipaya ubicada en el departamento de Oruro, Bolivia. Con 10 años, Kespi protagonizó el cortometraje semidocumental "Vuelve Sebastiana", dirigida por los cineastas Jorge Ruiz  y Augusto Roca, y escrito por Luis Ramiro Beltrán, en 1953. Por este aporte a la cultura recibió reconocimientos locales e internacionales.
En sus últimos años de vida, Kespi enfermó de Alzheimer.  De acuerdo con sus familiares, durante las últimas semanas, la actriz dejó de comer y hablar.  Falleció en el Ayllu Wistrullani de la Nación Uru Chipaya.

## Vida personal
Sebastiana Kespi cursó hasta el tercer grado de primaria en la escuela del Ayllu Wistrullani, en el pueblo Uru Chipaya, donde aprendió a hablar el castellano, además del puquina, su lengua materna. Contrajo matrimonio con Benigno Alave, con quien tuvo dos hijos: Benedicto y Emiliana.
En su ayllu se dedicó a la cría y pastoreo de ovejas. De manera esporádica, emigró hacia las ciudades de Iquique y Antofagasta, en la República de Chile, donde trabajó en los sembradíos de hortalizas.
En noviembre de 2017 se conoció por los medios de comunicación que la actriz estaba desaparecida en la ciudad de Oruro, a donde llegó junto a su nieta para conmemorar la festividad de Todos Santos. Ya en esos años, Kespi estaba aquejada por el Alzheimer. La actriz fue encontrada después de dos días en una plaza de la misma ciudad.

En sus últimos años, la actriz padeció los males de la vejez que se agravaron con el Alzheimer.  Felipe Mamani, yerno de la actriz y esposo de su hija Emiliana, narró los últimos momentos de la actriz:
“Ella estaba con las dolencias de la vejez y su enfermedad de Alzheimer que avanzó mucho en los últimos días; las últimas dos semanas ya no podía hablar ni comer nada. Esta mañana nos dejó a eso de las 7.00 de la mañana”.

Su muerte fue lamentada por diversas personalidades como el expresidente Evo Morales quien publicó el mensaje en su cuenta de X:
“Lamentamos el fallecimiento de la hermana Sebastiana Kespi, Premio Nacional Gunnar Mendoza, que llevó en alto el nombre de los Uru Chipaya al hacer conocer la grandeza de esa cultura. Enviamos nuestras más sentidas condolencias a su familia"
también, el exembajador de la República de Francia en Bolivia, Denis Gaillard, posteó en su cuenta su pesar por el fallecimiento de la actriz:
"Tuve la suerte de encontrarme con Sebastiana en mi visita a la Comunidad Uru Chipaya hace un año: una grande dama, una formidable representante de la cultura Uru Chipaya y una mujer valiente con energia comunicativa ! La recordamos con emoción. Saludamos a su familia"

## Reconocimientos

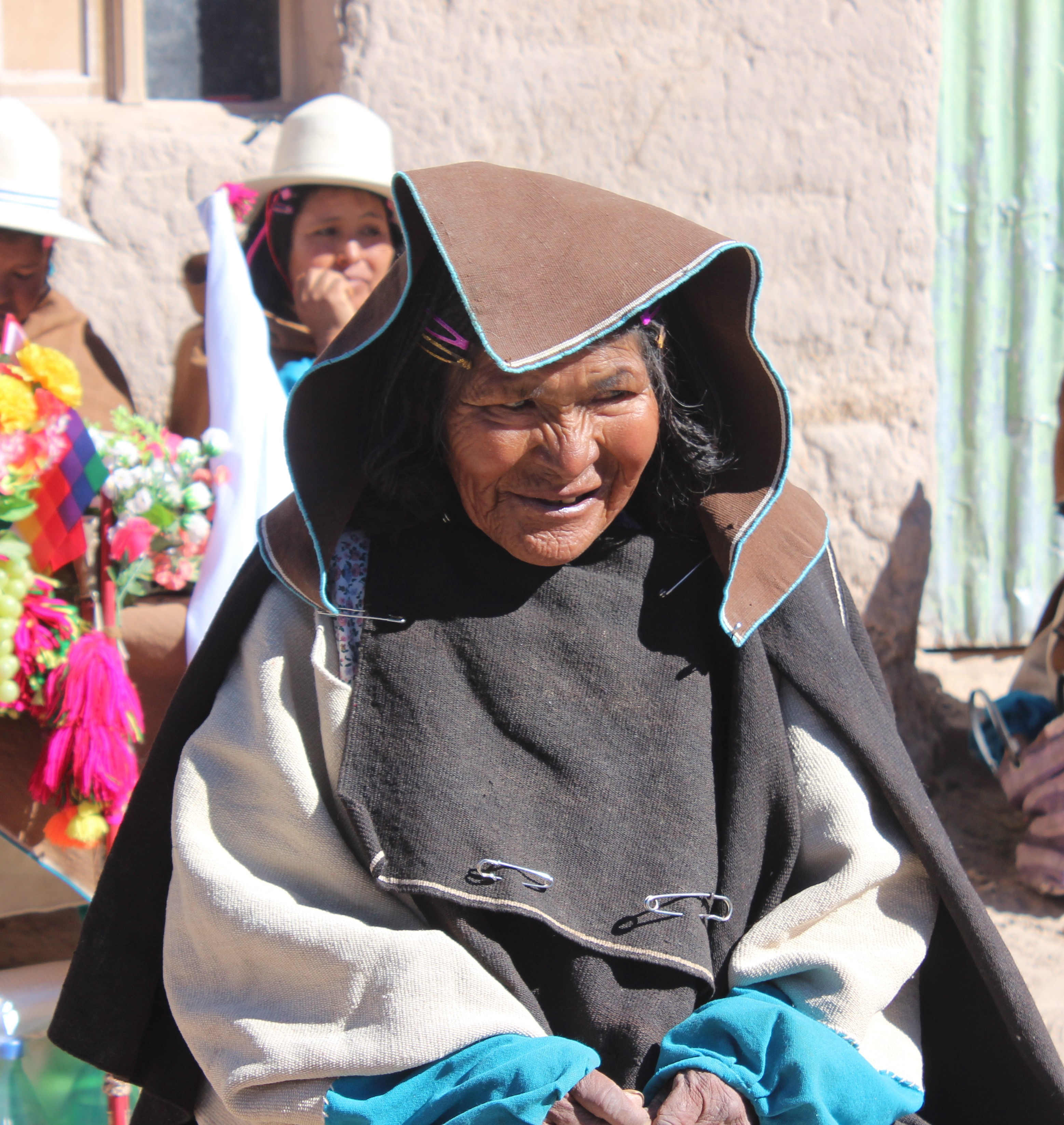
Sebastiana Kespi, en julio de 2017.

El 2015, la Cámara de Diputados de Bolivia entregó a Sebastiana Kespi la Medalla al Mérito Cultural por su aporte a la cultura.
En 2017, recibió el Premio Nacional de Gestión Cultural "Gunnar Mendoza" 2016, otorgado por el Ministerio de Culturas de Bolivia, en reconocimiento por su trabajo en la revalorización de la cultura de su pueblo.  Durante la votación obtuvo el 100 por ciento de apoyo como Tesoro Humanitario Viviente. Kespi recibió una medalla de oro, un diploma de honor y Bs 40 mil correspondientes al premio; parte de este dinero fue destinado a los gastos funerarios cuando falleció
En 2017 recibió el Premio internacional Memoria del Mundo, otorgado por la UNESCO.